# Żagiel kotwiczny
Żagiel kotwiczny – żagiel używany do ustabilizowania jachtu stojącego na kotwicy z dziobu. Zapobiega łukowaniu jachtu. Jest to najmniejszy żagiel, np. trajsel postawiony na achtersztagu i maksymalnie wybrany, tak by nie pracował, a tylko utrzymywał położenie jachtu w linii wiatru.
W przypadku jachtów dwu- lub więcej -masztowych, żagiel kotwiczny stawiany jest na ostatnim maszcie, bezanmaszcie (nie stosuje się samego bezana, jako że zwiększa on efekt myszkowania poprzez wytwarzanie siły napędowej).